# 初地皇
初地皇為初三皇之一，由於事过太久，姓名皆不可考。道教將傳統三皇之說再擴大分初、中、後三組，後三皇是指天皇、地皇、人皇，即伏羲、女媧和神農。中三皇是指中天皇、中地皇、中人皇。初三皇是初天皇、初地皇、初人皇。一共九皇，然後九皇過後才是五帝。
道經《洞神八帝妙精經》認為天皇、地皇、人皇是指“後三皇”，在此之前，还有初三皇和中三皇。初三皇还具人形，地皇君长九寸，披白锦帔，着素锦裙，戴三晨玉冠，执元皇定录之策。又说初地皇有十一頭。盘古在初三皇之前。